# Hans Peter Rohr
Hans Peter Rohr (* 4. September 1943) ist ein ehemaliger Schweizer Skirennfahrer und Weltmeisterschaftsteilnehmer, der ein Mal die Silbermedaille bei den Schweizer Meisterschaften sowie zwei Weltcup-Podestplätze errang.

## Karriere
Bei den Schweizer Alpinen Skimeisterschaften in Pizol bei Wangs 1966 gelang Rohr der Gewinn der Silbermedaille hinter Josef Minsch und vor Peter Rohr.
Rohrs bestes Weltcupergebnis war der zweite Platz in der Abfahrt von Megève vom 27. Januar 1967 hinter dem Franzosen Jean-Claude Killy und vor dem Deutschen Franz Vogler. Ein zweiter Podestplatz gelang Rohr am 9. Februar 1969 in der Abfahrt von Cortina d’Ampezzo hinter dem Schweizer Josef Minsch und dem Franzosen Jean-Pierre Augert. Vier weitere Male kam Rohr unter die besten zehn einer Weltcupabfahrt. Seine erste Weltcupsaison war seine erfolgreichste, mit 31 Weltcup-Punkten lag er auf Platz fünf der Abfahrtswertung und auf Platz 16 der Gesamtwertung.
Bei den Alpinen Skiweltmeisterschaften 1966, beim Abfahrtssieg von Jean-Claude Killy, kam Rohr auf den achten Platz, vor ihm lag der Österreicher Gerhard Nenning und hinter ihm der Österreicher Karl Schranz.

## Erfolge

### Weltmeisterschaften
- Portillo 1966: 8. in der Abfahrt

### Weltcupwertungen
| Saison  | Gesamt | Gesamt | Abfahrt | Abfahrt | Riesenslalom | Riesenslalom | Slalom | Slalom |
| Saison  | Platz  | Punkte | Platz   | Punkte  | Platz        | Punkte       | Platz  | Punkte |
| ------- | ------ | ------ | ------- | ------- | ------------ | ------------ | ------ | ------ |
| 1967    | 16.    | 31     | 5.      | 31      |              |              |        |        |
| 1968    | 51.    | 3      | 23.     | 3       |              |              |        |        |
| 1968/69 | 26.    | 17     | 10.     | 17      |              |              |        |        |
| 1969/70 | 56.    | 2      | 24.     | 2       |              |              |        |        |

### Nationale Meisterschaften
- Pizol bei Wangs 1966: 2. in der Abfahrt, 9. in der Kombination
- Pontresina 1967: 7. in der Abfahrt
- Haute-Nendaz 1968: 9. in der Abfahrt